# Río Bonhabal
El río Bonhabal, también llamado arroyo de Bonhabal, es un río del suroeste de la península ibérica perteneciente a la cuenca hidrográfica del Guadiana, que discurre por la provincia de Badajoz (España).

## Curso
La cabecera del Bonhabal está formada por varios arroyos de las Pendelias, del Gato, de las Bodegas y arroyo Chico o arroyo Tripero, entre otros que descienden desde los alrededores de Los Santos de Maimona. El Bonhabal discurre en sentido sur-norte, atravesando longitudinalmente la localidad de Villafranca de los Barros. Desemboca en el embalse de Alange, donde confluye con el río Matachel. 
Aaparece descrito en el cuarto volumen del Diccionario geográfico-estadístico-histórico de España y sus posesiones de Ultramar de Pascual Madoz de la siguiente manera:

BUENHABAL: riach. en la prov. de Badajoz, part. jud. de Mérida: nace en el térm. de Villafranca de los Barros, cerca del camino de Sevilla, y fuera del pago de olivos, pero no toma este nombre hasta que llega á la fuente que llaman de Villaelgordo; desde este sitio sigue por tierras de particulares y pequeños cot. de nueva creacion, hasta que llega á la jurisd. de Almendralejo, y despues de pasado el pago de viñas, atraviesa la deh. de Buenhabal hasta llegar á las vegas del Manso, concejiles de Alanje, corre por tierras de dominio particular, dando movimiento á los molinos de San Roman y D. Juan Manuel Castañeda, jurisd. de Villagonzalo, y á corta dist. desagua en el llamado Valdemedel: es de curso perenne y cria algunas pardillas.
(Madoz, 1846, p. 476)